# La Fère
La Fère és un municipi francès situat al departament de l'Aisne i a la regió dels Alts de França. L'any 2007 tenia 2.962 habitants.

## Demografia

### Població
El 2007 la població de fet de La Fère era de 2.962 persones. Hi havia 1.240 famílies de les quals 532 eren unipersonals (196 homes vivint sols i 336 dones vivint soles), 244 parelles sense fills, 272 parelles amb fills i 192 famílies monoparentals amb fills.
La població ha evolucionat segons el següent gràfic:
Habitants censats

### Habitatges
El 2007 hi havia 1.479 habitatges, 1.290 eren l'habitatge principal de la família, 5 eren segones residències i 184 estaven desocupats. 558 eren cases i 907 eren apartaments. Dels 1.290 habitatges principals, 315 estaven ocupats pels seus propietaris, 941 estaven llogats i ocupats pels llogaters i 34 estaven cedits a títol gratuït; 53 tenien una cambra, 135 en tenien dues, 332 en tenien tres, 358 en tenien quatre i 411 en tenien cinc o més. 603 habitatges disposaven pel capbaix d'una plaça de pàrquing. A 652 habitatges hi havia un automòbil i a 258 n'hi havia dos o més.

### Piràmide de població
La piràmide de població per edats i sexe el 2009 era:
| Homes | Edats   | Dones |
| ----- | ------- | ----- |
| 0     | 95 o +  | 16    |
| 4     | 90 a 94 | 32    |
| 16    | 85 a 89 | 44    |
| 16    | 80 a 84 | 24    |
| 36    | 75 a 79 | 72    |
| 52    | 70 a 74 | 100   |
| 48    | 65 a 69 | 68    |
| 36    | 60 a 64 | 52    |
| 36    | 55 a 59 | 32    |
| 44    | 50 a 54 | 60    |
| 72    | 45 a 49 | 64    |
| 68    | 40 a 44 | 104   |
| 112   | 35 a 39 | 96    |
| 96    | 30 a 34 | 132   |
| 144   | 25 a 29 | 164   |
| 88    | 20 a 24 | 112   |
| 104   | 15 a 19 | 72    |
| 108   | 10 a 14 | 116   |
| 96    | 5 a 9   | 96    |
| 108   | 0 a 4   | 92    |

## Economia
El 2007 la població en edat de treballar era de 1.844 persones, 1.264 eren actives i 580 eren inactives. De les 1.264 persones actives 998 estaven ocupades (535 homes i 463 dones) i 266 estaven aturades (128 homes i 138 dones). De les 580 persones inactives 111 estaven jubilades, 147 estaven estudiant i 322 estaven classificades com a «altres inactius».

### Ingressos
El 2009 a La Fère hi havia 1.289 unitats fiscals que integraven 2.812 persones, la mediana anual d'ingressos fiscals per persona era de 12.102 €.

### Activitats econòmiques
Dels 191 establiments que hi havia el 2007, 4 eren d'empreses extractives, 6 d'empreses alimentàries, 1 d'una empresa de fabricació de material elèctric, 2 d'empreses de fabricació d'altres productes industrials, 25 d'empreses de construcció, 46 d'empreses de comerç i reparació d'automòbils, 6 d'empreses de transport, 16 d'empreses d'hostatgeria i restauració, 2 d'empreses d'informació i comunicació, 14 d'empreses financeres, 10 d'empreses immobiliàries, 11 d'empreses de serveis, 28 d'entitats de l'administració pública i 20 d'empreses classificades com a «altres activitats de serveis».
Dels 65 establiments de servei als particulars que hi havia el 2009, 1 era una oficina d'administració d'Hisenda pública, 1 gendarmeria, 2 oficines de correu, 5 oficines bancàries, 1 funerària, 5 tallers de reparació d'automòbils i de material agrícola, 1 taller d'inspecció tècnica de vehicles, 1 autoescola, 4 paletes, 4 guixaires pintors, 3 fusteries, 5 lampisteries, 4 electricistes, 3 empreses de construcció, 10 perruqueries, 10 restaurants, 2 agències immobiliàries, 2 tintoreries i 1 saló de bellesa.
Dels 31 establiments comercials que hi havia el 2009, 2 eren supermercats, 1 una botiga de més de 120 m², 5 fleques, 1 una fleca, 1 una botiga de congelats, 2 llibreries, 4 botigues de roba, 1 una botiga de roba, 1 una botiga d'equipament de la llar, 2 botigues d'electrodomèstics, 2 botigues de mobles, 1 una botiga de mobles, 3 drogueries i 5 floristeries.

## Equipaments sanitaris i escolars
El 2009 hi havia 1 hospital de tractaments de curta durada, 1 hospital de tractaments de mitja durada (seguiment i rehabilitació), 1 un hospital de tractaments de llarga durada, 1 psiquiàtric, 2 farmàcies i 3 ambulàncies.
El 2009 hi havia 1 escola maternal i 3 escoles elementals. A La Fère hi havia 1 col·legi d'educació secundària i 1 liceu tecnològic. Als col·legis d'educació secundària hi havia 428 alumnes i als liceus tecnològics 459.

## Poblacions més properes
El següent diagrama mostra les poblacions més properes.